# Павлюченко, Роман Анатольевич
Рома́н Анато́льевич Павлюче́нко (род. 15 декабря 1981, Мостовской, Краснодарский край) — российский футболист, нападающий. После завершения карьеры — тренер. Заслуженный мастер спорта (2008).

## Биография
Родился 15 декабря 1981 года в посёлке Мостовской; родители Анатолий Андреевич и Любовь Владимировна Павлюченко; также в семье была дочь и старшая сестра Романа, Оксана. Через несколько дней после рождения сына семья переехала в Карачаево-Черкесию, в город Усть-Джегута. В 1990 году отец Романа отвёл сына к заслуженному тренеру Карачаево-Черкесской Республики Хасану Курачинову, руководителю республиканской детско-юношеской спортшколы «Победа». Анатолий Павлюченко сказал Курачинову: «Делай с ним, что хочешь, но сделай футболистом». В этой команде Павлюченко провёл 7 лет, выступая с игроками, которые были старше него на два года.

## Клубная карьера

### «Динамо» (Ставрополь)
Когда Павлюченко учился в 9-м классе, его после игры «Победы» в Ставрополе заметили руководители местного училища олимпийского резерва. Там он учился, одновременно выступая за молодёжную команду ставропольского клуба «Динамо». Под руководством тренеров Владимира Токарева и Владимира Китина. Павлюченко вырос в профессиональном плане, хотя и не выделялся среди остальных динамовских игроков, а в 1998 году стал вместе с командой чемпионом России в своей возрастной группе. В 1999 году Фёдор Гаглоев, главный тренер основной команды «Динамо», пригласил Павлюченко на первый предсезонный сбор. В составе основной команды Павлюченко дебютировал в матче 2 тура первого дивизиона чемпионата России с клубом «Торпедо-ЗИЛ», где вышел на замену после перерыва, однако не спас свою команду от поражения со счётом 0:1. В матче 10-го тура Павлюченко сделал два голевых паса, голы с которых принесли «Динамо» победу над «Локомотивом» из Читы 2:1. Всего за клуб он провёл лишь сезон, проведя 31 матч и забив один гол, в гостевом матче с «Локомотивом» Санкт-Петербург. Также неудачно выступал и сам клуб, заняв предпоследнее место в первом дивизионе и вылетев во второй дивизион. Несмотря на это, Павлюченко вошёл в символическую сборную лучших юниоров первого дивизиона по версии газеты «Спорт-Экспресс».

### «Ротор»
В 2000 году Павлюченко, заключив долгосрочный контракт, перешёл в волгоградский «Ротор», с которым подписал предварительное соглашение летом 1999 года, несмотря на то, что «Динамо» несколько раз отказывало в трансфере техническому директору команды, Рохусу Шоху. Вместе с ним в Волгоград переехала и его семья, отец устроился на работу в клуб водителем. Павлюченко имел предложения из московского «Спартака» и киевского «Динамо», однако предпочёл «Ротор», при этом, киевляне даже предлагали «Ротору» выкупить трансфер Павлюченко.

«Мне также звонили из киевского „Динамо“. Но как-то всё это было несерьёзно. Киевляне мне, 16-летнему парню, предложили самому приехать в их расположение и на месте доказать свою состоятельность. „Ротор“ же действовал более активно. Скажем, помимо того что меня пригласили в команду, моего отца тоже взяли на работу — он стал водителем клубного автобуса».

В первой игре за клуб, с «Ураланом», Павлюченко получил красную карточку за удар по лицу соперника, ударившего Романа по ногам. 8 июля в матче с «Ростсельмашем» Павлюченко открыл свой счёт голам за клуб, всего забил за сезон 5 голов в 16-ти играх. Клуб в том году занял 11 место в чемпионате России. В следующем сезоне Павлюченко вновь забил 5 мячей, а «Ротор» стал 10-м. В 2002 году Павлюченко провёл 21 матч в чемпионате и забил 4 раза.

### «Спартак» (Москва)

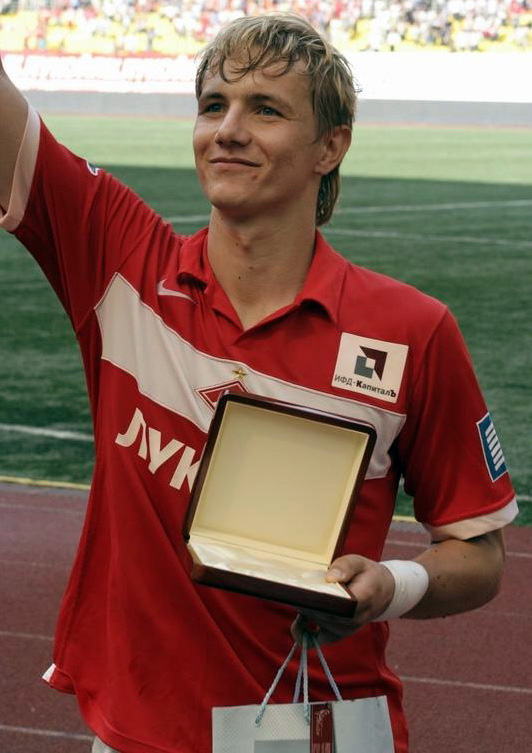
Павлюченко в составе «Спартака» в июле 2007 года

В ноябре 2002 года Павлюченко перешёл в московский «Спартак», заплативший за трансфер 20-летнего форварда 700 тыс. евро. В составе команды, которую возглавлял Олег Романцев, Роман заменил Владимира Бесчастных, уехавшего в «Фенербахче». 15 марта дебютировал за «Спартак» в матче с «Торпедо-Металлургом». В своей второй игре забил первый мяч за «Спартак», поразив ворота «Алании». 12 июля в гостевом матче против «Черноморца» (3:2) сделал первый дубль за «Спартак», который незадолго до этого возглавил Андрей Чернышов. Всего за сезон забил 10 мячей, став лучшим бомбардиром команды, занявшей 10-е место. В том же году выиграл Кубок России, в финале которого отыграл 87 минут. Также сыграл в Кубке УЕФА, где забил 1 мяч.
В 2004 году Павлюченко вновь был лучшим бомбардиром «Спартака», которым руководили Невио Скала и Александр Старков, забив 10 мячей в чемпионате. В 2005 году занял с клубом второе место в чемпионате страны, в котором отличился 11 раз. В 2006 году стал лучшим бомбардиром чемпионата России с 18 голами, став первым игроком «Спартака», завоевавшим этот титул. Особенно удались Павлюченко два матча против «Ростова» в августе и ноябре, в каждом из которых он забил по два мяча в ворота бывшего одноклубника по «Ротору» Андрея Чичкина. В том же году забил свой первый мяч в Лиге чемпионов, поразив ворота «Слована», а затем забил ещё дважды — «Интеру» и «Спортингу».
19 августа 2007 года Павлюченко сделал первый хет-трик в карьере, трижды поразив ворота «Кубани». 23 сентября сделал хет-трик в ворота «Локомотива», которые защищал Иван Пелиццоли, но «Спартак» под руководством Станислава Черчесова проиграл в гостях 3:4, хотя вёл 2:0. Это последний на данный момент случай в чемпионате России, когда игрок сделал хет-трик, но его команда уступила. Всего в чемпионате 2007 года забил 14 мячей, став вместе с Романом Адамовым лучшим бомбардиром чемпионата. В том же году забил 5 мячей в Кубке УЕФА, включая хет-трик в ворота «Хеккена». За 14 матчей 2008 года забил 6 мячей. Последний раз сыграл за «Спартак» в чемпионате России 9 августа в матче против «Химок» в «Лужниках», забив единственный мяч команды (1:1). Этот гол позволил Павлюченко обойти Андрея Тихонова в списке лучших бомбардиров «Спартака» в чемпионатах России.
Всего в чемпионатах России забил за «Спартак» 69 мячей (11 — с пенальти) в 141 матче. Павлюченко является третьим бомбардиром клуба в чемпионатах России после Егора Титова и Квинси Промеса. В гостевых матчах Павлюченко забил больше (36 мячей), чем в домашних (33).

### «Тоттенхэм Хотспур»
30 августа 2008 года Павлюченко перешёл в клуб «Тоттенхэм Хотспур», подписав контракт по схеме 4+1 с заработной платой в 2 млн евро в год. Сумма трансфера составила 14 млн фунтов, что сделало переход Павлюченко самым дорогим на тот момент трансфером футболиста, уехавшего из чемпионата России в зарубежный клуб. В новом клубе Павлюченко выбрал игровой номер 9. Решающим фактором для перехода в «Тоттенхэм» стало личное общение с главным тренером команды, Хуанде Рамосом, позвонившим форварду.
В составе «Тоттенхэма» дебютировал 16 сентября в матче 4-го тура чемпионата Англии с клубом «Астон Вилла», где провёл 90 минут, а его команда проиграла 1:2. При этом некоторые спортивные журналисты отметили, что Павлюченко провёл этот матч неудачно, часто не успевая из-за своих скоростных характеристик. Самому Павлюченко первые матчи за клуб не понравились, также он был удивлён системой тренировок, которая использовалась в Англии, особенно по части физической нагрузки. 25 сентября, в матче Кубка лиги с «Ньюкаслом», Павлюченко забил свой первый гол за «Тоттенхэм»; его клуб выиграл 2:1.
Играя за «Тоттенхэм», Павлюченко получил травму, из-за которой пропустил игры сборной России с Германией и Финляндией. 13 ноября 2008 года в матче Кубка лиги против «Ливерпуля» оформил первый дубль в своей зарубежной карьере, что позволило его клубу выиграть 4:2. Затем был матч с «Блэкберн Роверс» в чемпионате Англии, где единственный гол Павлюченко принёс победу «шпорам». 2 января 2009 года впервые сыграл в Кубке Англии, где «шпоры» встречались с «Уиган Атлетик», в этом матче Павлюченко забил два мяча: один с пенальти, другой ударом из-за пределов штрафной; «шпоры» в итоге победили 3:1.

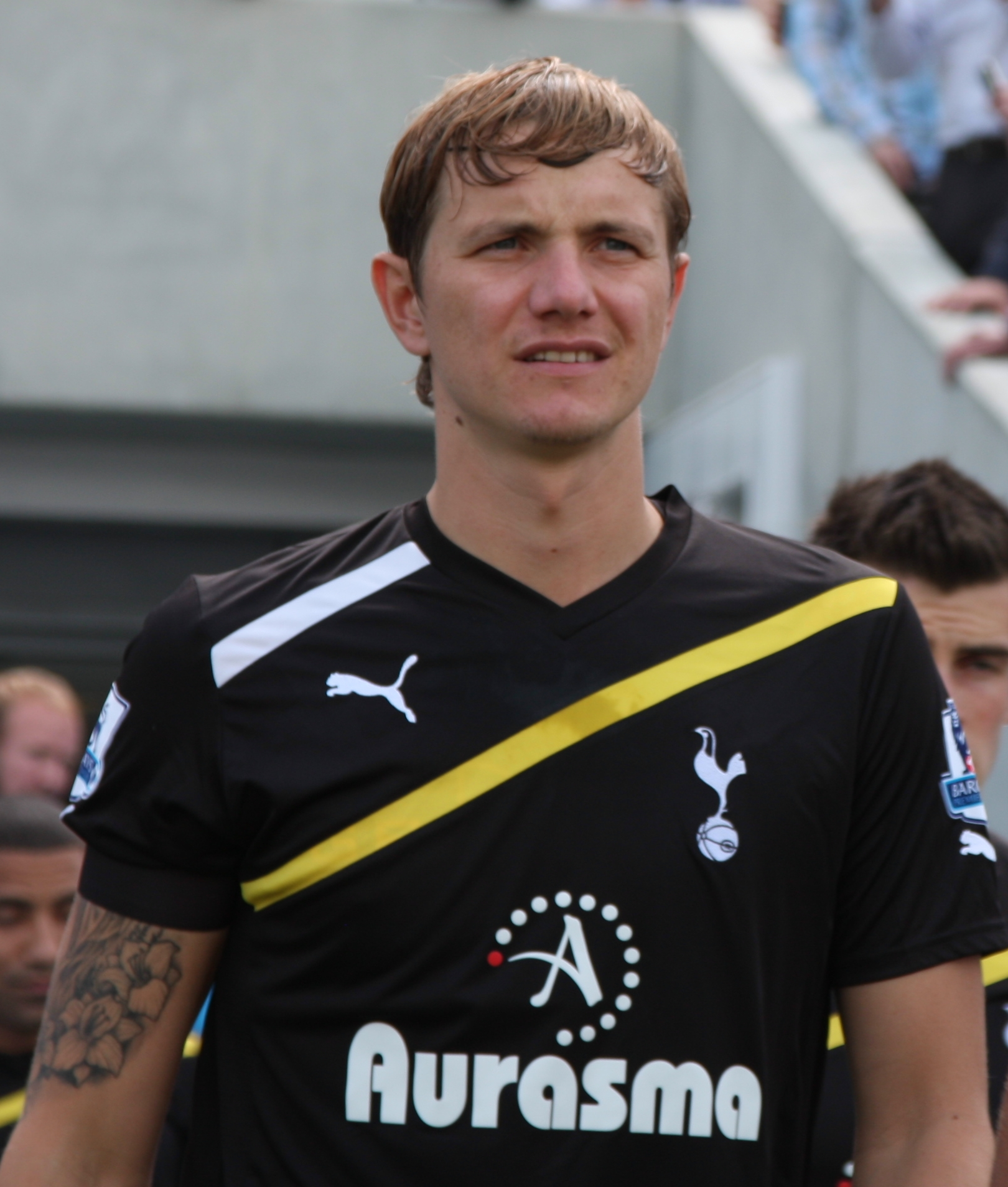
Павлюченко в товарищеском матче против «Брайтона», июль 2011 года

В сезоне 2009/10 Павлюченко бо́льшую часть матчей не выходил на поле, оставаясь на скамье запасных, что не устраивало российского форварда. После этого агент футболиста Олег Артёмов переговорил с главным тренером команды Гарри Реднаппом и президентом команды Даниэлом Леви, получив согласие на продажу футболиста, если цена устроит клуб. Павлюченко интересовались российские клубы «Локомотив» (Москва), «Зенит» (Санкт-Петербург), итальянские «Рома» и «Милан», немецкая «Герта», английские команды «Бирмингем Сити», «Вест Хэм Юнайтед», Ливерпуль, испанская Валенсия, португальский «Спортинг», турецкий «Галатасарай», также хотел вернуть Павлюченко московский «Спартак». Сам Павлюченко сказал, что у него есть ощущение, что главный тренер «Тоттенхэма» Гарри Реднапп над ним издевается, не выпуская в составе и не давая возможности уйти из команды.
21 февраля 2010 года Павлюченко впервые после долгого перерыва забил в матче Премьер-лиги; в той же игре с «Уиганом» забил и второй мяч. В следующем матче, против «Болтона» в 1/8 Кубка Англии, он снова сделал дубль. В третьей подряд игре, против «Эвертона», Павлюченко забил гол. Павлюченко высказался, что он почувствовал доверие со стороны Реднаппа. 13 марта Роман забил два гола в ворота «Блэкберн Роверс». В следующей игре, 20 марта, получил травму подколенного сухожилия, из-за чего в матче 1/4 Кубка Англии он вышел со скамьи запасных. Но это не помешало ему забить победный в матче гол.
31 августа 2010 года, в заключительный день летнего трансферного окна, «Ливерпуль» захотел подписать Павлюченко, однако тот отказался от предложения.
В сезоне 2010/11 стал основным игроком команды, забив за сезон больше 10 мячей.
29 сентября в матче Лиги чемпионов против голландского «Твенте» забил два мяча с пенальти, «Тоттенхэм» выиграл в этой игре со счётом 4:1. 2 ноября в матче Лиги чемпионов забил гол в ворота миланского «Интера». 12 декабря открыл счёт в матче против «Челси», матч закончился вничью 1:1. 22 февраля забил гол в ворота «Блэкпула»; этот мяч не повлиял на исход встречи, «Тоттенхэм» проиграл 1:3. 22 мая в последнем туре забил два гола в ворота «Бирмингема».
В начале следующего сезона «Тоттенхэм» взял в аренду Эммануэля Адебайора, в связи с чем появились слухи о том, что Павлюченко может покинуть команду и перейти в «Эспаньол». Однако он остался в команде. Матч Кубка Лиги со «Сток Сити» Павлюченко начал с первых минут, а в серии послематчевых пенальти, по итогам которой его команда проиграла со счётом 6:7, не реализовал свой удар. После этого Павлюченко совсем перестал появляться в Премьер-лиге, играя лишь в Лиге Европы, где «Тоттенхэм» выступал вторым составом, и забил два гола. 18 декабря 2011 года впервые сумел отличиться в чемпионате, в матче против «Сандерленда», установив окончательный счёт — 1:0.

### «Локомотив» (Москва)

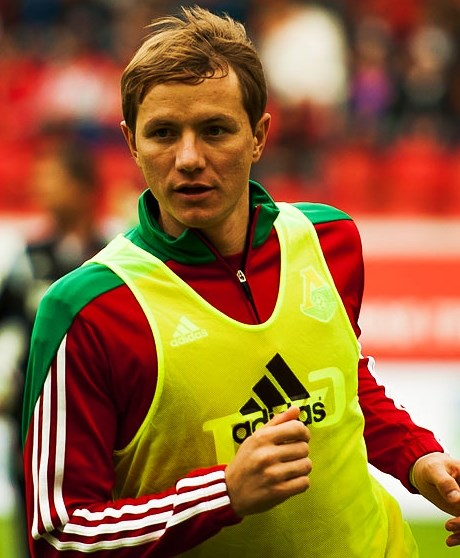
Павлюченко в составе московского «Локомотива», 2014 год

3 февраля 2012 года подписал контракт с московским «Локомотивом» сроком на 3,5 года. Дебютировал в матче против «Кубани», в котором его клуб одержал победу со счётом 2:0, а сам футболист поучаствовал в одной из голевых атак. Первый гол забил в матче 36-го тура против ЦСКА, также в этом матче отметился голевой передачей. Игроком основного состава так и не стал, часто уступая место в стартовом составе Даме Н’Дойе и Фелипе Кайседо.

### Последние годы карьеры
16 июля 2015 года подписал контракт с «Кубанью» сроком на 1 год.
25 июня 2016 года подписал однолетний контракт с «Уралом». В первом же матче против «Уфы» отличился голом.
30 мая 2017 года подписал контракт с командой первенства ПФЛ «Арарат» Москва. 17 ноября 2017 года клуб расторг контракт. Ранее «Арарат» решил понизить премиальные на 99 % за то, что Павлюченко якобы самовольно уехал в отпуск, никого не предупредив в клубе. При этом сам игрок заявил, что согласовал это с руководством.
В сентябре — октябре 2018 года провёл четыре матча, забил четыре гола в составе команды «Знамя» Ногинск в группе «А» первенства Московской области третьего дивизиона. В начале 2019 года тренировался в составе московского «Арарата», собиравшегося заявиться в первенство ПФЛ 2019/20. В 2019 году провёл за «Знамя» 10 игр, забил 5 голов; команда, заняв второе место, вышла в первенство ПФЛ. Принёс победу «Знамени» в матче 1/256 финала Кубка России 2020/21 против клуба «Знамя Труда» (1:0).
В 2022 году выступал за медиафутбольную команду «Матч ТВ» во втором сезоне Медиалиги.
27 октября 2022 года был дисквалифицирован на восемь матчей второй лиги за неспортивное поведение, попытку оказания физического воздействия на соперника и за оскорбительное поведения в отношении соперника после матча «Космос» — «Знамя» (4:0). В этот же день объявил о завершении выступлений в возрасте 40 лет, отметив, что закончил профессиональную карьеру ещё четыре года назад.
В марте 2023 года присоединился к медиафутбольному клубу Fight Nights.

## Карьера в сборной

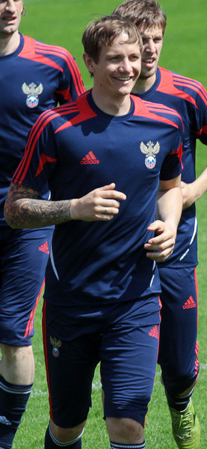
Роман Павлюченко в сборной России

Принял участие в трёх отборочных играх на чемпионат мира 2006 года, в матче против Люксембурга забил свой первый гол за сборную. Игра закончилась со счётом 5:1. В группе № 3 отборочного турнира сборная России заняла третье место и не попала на ЧМ.
В отборочном турнире на чемпионат Европы 2008 Павлюченко первоначально не попадал в состав. Он провёл в составе команды только 5 игр, в которых забил 2 мяча. Оба этих гола Павлюченко забил в ворота сборной Англии, выйдя на замену во втором тайме, на 58-й минуте встречи. При этом Роман стал третьим игроком сборной, который сделал «дубль» в матчах за сборную России, после выхода со скамьи запасных.
Перед финальными играми чемпионата Европы Роман выступал невыразительно: мало забивал в чемпионате России, а затем даже был переведён в запас «Спартака» и провёл несколько тренировок с дублем «красно-белых». Сам Павлюченко говорил, что чувствует себя не очень хорошо, прежде всего эмоционально. Гус Хиддинк отметил проблемы с физической готовностью Павлюченко. Игроком стартового состава сборной считался Павел Погребняк, однако в товарищеском матче со сборной Сербии Погребняк получил серьёзную травму и не смог принять участие в финальной части чемпионата Европы. Это позволило Павлюченко стать игроком основного состава российской команды.
В финальной части чемпионата Европы Павлюченко забил 3 гола: в ворота Испании (1:4), Швеции (2:0) и Нидерландов (3:1). Также он был признан лучшим игроком матча с Грецией. По окончании турнира Роман вошёл в символическую сборную 23-х лучших игроков чемпионата Европы 2008.
К отборочному циклу на ЧМ-2010 Роман стал одним из лидеров сборной. Провёл 7 из 10 отборочных игр и забил 5 голов. Однако сборная России вновь не попала на чемпионат, уступив в стыковых матчах сборной Словении.
В отборочных играх Роман не всегда попадал в стартовый состав, уступая место в основе Александру Кержакову и Павлу Погребняку. Однако 4 июня 2011 года в важном матче против Армении Павлюченко вышел в стартовом составе и сделал хет-трик, принеся российской сборной победу (3:1). В матче со сборной Андорры забил свой 4-й гол в отборочном цикле, став наравне с Дзагоевым лучшим бомбардиром сборной в отборочных играх. В этом матче он вместе со сборной квалифицировался на чемпионат Европы.
В первом матче сборной России на Евро 2012 против сборной Чехии не попал в стартовый состав, но вышел на замену на 73-й минуте. Сделал результативную передачу на Алана Дзагоева на 79-й минуте и забил сам на 82-й минуте, доведя счёт до 4:1 в пользу сборной России. Также выходил на замену в матчах с Польшей (1:1) и Грецией (0:1), где результативными действиями не отличился. Проиграв грекам, сборная России не смогла выйти из группы и покинула турнир.
24 июля 2013 года объявил о том, что завершает карьеру в национальной сборной.

## Тренерская карьера
10 апреля 2024 года начал тренерскую карьеру, став тренером нападающих в «Родине-2».

## Личная жизнь

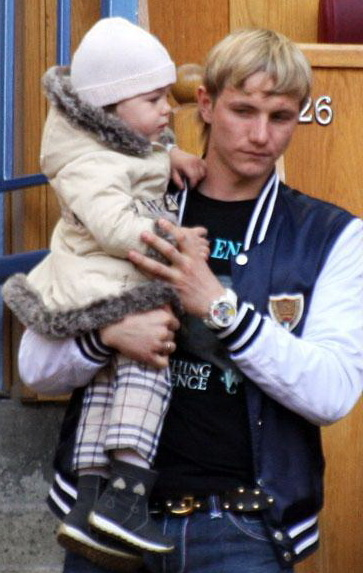
Павлюченко с дочерью Кристиной (2008 год)

Со своей будущей женой Ларисой познакомился в 12 лет, когда перешёл учиться в шестой класс СОШ № 6 посёлка Московский Карачаево-Черкесии. Поженились в ноябре 2001 года. Дочери Кристина (род. 24 августа 2006), Мила (род. 03.01.2014) и Ева (род. 17 августа 2018).
Вместе с Павлюченко в СДЮШОР учился Сергей Сердюков. Их жёны — Лариса и Светлана — являются близнецами.
12 октября 2008 года по результатам выборов прошёл в Ставропольскую городскую думу от партии «Единая Россия», в списках которой числился шестым. 6 февраля 2012 года был официально зарегистрирован как доверенное лицо кандидата в Президенты РФ Владимира Путина.

### Телевидение
В 2007 году Павлюченко стал гостем в передаче «Пока все дома».
С июня по июль 2018 года футбольный эксперт на телеканале Россия-24.

## Статистика выступлений

### Клубная
| Клуб                | Сезон            | Лига | Лига | Кубки | Кубки | Еврокубки | Еврокубки | Прочие | Прочие | Итого | Итого |
| Клуб                | Сезон            | Игры | Голы | Игры  | Голы  | Игры      | Голы      | Игры   | Голы   | Игры  | Голы  |
| ------------------- | ---------------- | ---- | ---- | ----- | ----- | --------- | --------- | ------ | ------ | ----- | ----- |
| Динамо (Ставрополь) | 1999             | 31   | 1    | 3     | 0     | 0         | 0         | 0      | 0      | 34    | 1     |
| Динамо (Ставрополь) | Итого            | 31   | 1    | 3     | 0     | 0         | 0         | 0      | 0      | 34    | 1     |
| Ротор-2             | 2000             | 13   | 3    | 0     | 0     | 0         | 0         | 0      | 0      | 13    | 3     |
| Ротор-2             | Итого            | 13   | 3    | 0     | 0     | 0         | 0         | 0      | 0      | 13    | 3     |
| Ротор (Волгоград)   | 2000             | 16   | 5    | 1     | 1     | 0         | 0         | 0      | 0      | 17    | 6     |
| Ротор (Волгоград)   | 2001             | 28   | 5    | 0     | 0     | 0         | 0         | 0      | 0      | 28    | 5     |
| Ротор (Волгоград)   | 2002             | 21   | 4    | 1     | 0     | 0         | 0         | 0      | 0      | 22    | 4     |
| Ротор (Волгоград)   | Итого            | 65   | 14   | 2     | 1     | 0         | 0         | 0      | 0      | 67    | 15    |
| Спартак (Москва)    | 2003             | 27   | 10   | 6     | 5     | 2         | 1         | 0      | 0      | 35    | 16    |
| Спартак (Москва)    | 2004             | 26   | 10   | 2     | 0     | 5         | 3         | 1      | 0      | 34    | 13    |
| Спартак (Москва)    | 2005             | 25   | 11   | 5     | 1     | 0         | 0         | 0      | 0      | 30    | 12    |
| Спартак (Москва)    | 2006             | 27   | 18   | 4     | 0     | 12        | 3         | 1      | 0      | 44    | 21    |
| Спартак (Москва)    | 2007             | 22   | 14   | 1     | 0     | 8         | 7         | 0      | 0      | 31    | 21    |
| Спартак (Москва)    | 2008             | 14   | 6    | 0     | 0     | 1         | 0         | 0      | 0      | 15    | 6     |
| Спартак (Москва)    | Итого            | 141  | 69   | 18    | 6     | 28        | 14        | 2      | 0      | 189   | 89    |
| Тоттенхэм Хотспур   | 2008/09          | 28   | 5    | 8     | 9     | 0         | 0         | 0      | 0      | 36    | 14    |
| Тоттенхэм Хотспур   | 2009/10          | 16   | 5    | 8     | 5     | 0         | 0         | 0      | 0      | 24    | 10    |
| Тоттенхэм Хотспур   | 2010/11          | 29   | 9*   | 2     | 0     | 7         | 4         | 0      | 0      | 38    | 13*   |
| Тоттенхэм Хотспур   | 2011/12          | 5    | 1    | 3     | 1     | 6         | 2         | 0      | 0      | 14    | 4     |
| Тоттенхэм Хотспур   | Итого            | 78   | 20*  | 20    | 15    | 13        | 6         | 0      | 0      | 111   | 41*   |
| Локомотив (Москва)  | 2011/12          | 9    | 2    | 1     | 0     | 0         | 0         | 0      | 0      | 10    | 2     |
| Локомотив (Москва)  | 2012/13          | 19   | 4    | 1     | 0     | 0         | 0         | 0      | 0      | 20    | 4     |
| Локомотив (Москва)  | 2013/14          | 24   | 6    | 1     | 0     | 0         | 0         | 0      | 0      | 25    | 6     |
| Локомотив (Москва)  | 2014/15          | 20   | 3    | 2     | 0     | 1         | 1         | 0      | 0      | 23    | 3     |
| Локомотив (Москва)  | Итого            | 72   | 15   | 5     | 0     | 1         | 1         | 0      | 0      | 78    | 16    |
| Кубань              | 2015/16          | 10   | 2    | 0     | 0     | 0         | 0         | 0      | 0      | 10    | 2     |
| Кубань              | Итого            | 10   | 2    | 0     | 0     | 0         | 0         | 0      | 0      | 10    | 2     |
| Урал                | 2016/17          | 21   | 4    | 2     | 0     | 0         | 0         | 0      | 0      | 23    | 4     |
| Урал                | Итого            | 21   | 4    | 2     | 0     | 0         | 0         | 0      | 0      | 23    | 4     |
| Арарат (Москва)     | 2017/18          | 11   | 9    | 2     | 0     | 0         | 0         | 0      | 0      | 13    | 9     |
| Арарат (Москва)     | Итого            | 11   | 9    | 2     | 0     | 0         | 0         | 0      | 0      | 13    | 9     |
| Знамя (Ногинск)     | 2020/21          | 23   | 17   | 3     | 1     | 0         | 0         | 0      | 0      | 26    | 18    |
| Знамя (Ногинск)     | 2021/22          | 16   | 12   | 5     | 3     | 0         | 0         | 0      | 0      | 21    | 15    |
| Знамя (Ногинск)     | 2022/23          | 9    | 3    | 1     | 0     | 0         | 0         | 0      | 0      | 10    | 3     |
| Знамя (Ногинск)     | Итого            | 48   | 32   | 9     | 4     | 0         | 0         | 0      | 0      | 57    | 36    |
| Всего за карьеру    | Всего за карьеру | 475  | 155* | 59    | 25    | 42        | 21        | 2      | 0      | 578   | 206*  |

* — Английская Премьер-Лига и другие источники указывают, что у Павлюченко 9 голов в сезоне-2010/11 и всего 20 голов в чемпионате за «Тоттенхэм». Она считает мяч, забитый на 90+3-й минуте матча «Блэкпул» — «Тоттенхэм» 22 февраля 2011 года, автоголом Крейга Каткарта. Другие источники приписывают этот гол Павлюченко. В таком случае у него было бы на 1 гол больше в отмеченных звёздочкой ячейках.

### В сборной
| Матчи Павлюченко за сборную России | Матчи Павлюченко за сборную России | Матчи Павлюченко за сборную России | Матчи Павлюченко за сборную России | Матчи Павлюченко за сборную России | Матчи Павлюченко за сборную России |
| #                                  | Дата                               | Оппонент                           | Счёт                               | Голы Павлюченко                    | Соревнование                       |
| ---------------------------------- | ---------------------------------- | ---------------------------------- | ---------------------------------- | ---------------------------------- | ---------------------------------- |
| 1                                  | 20 августа 2003                    | Израиль                            | 1:2                                | -                                  | Товарищеский матч                  |
| 2                                  | 3 сентября 2005                    | Лихтенштейн                        | 2:0                                | -                                  | Отборочные матчи ЧМ-2006           |
| 3                                  | 8 октября 2005                     | Люксембург                         | 5:1                                | 1                                  | Отборочные матчи ЧМ-2006           |
| 4                                  | 12 октября 2005                    | Словакия                           | 0:0                                | -                                  | Отборочные матчи ЧМ-2006           |
| 5                                  | 16 августа 2006                    | Латвия                             | 1:0                                | -                                  | Товарищеский матч                  |
| 6                                  | 6 сентября 2006                    | Хорватия                           | 0:0                                | -                                  | Отборочные матчи ЧЕ-2008           |
| 7                                  | 15 ноября 2006                     | Македония                          | 2:0                                | -                                  | Отборочные матчи ЧЕ-2008           |
| 8                                  | 7 февраля 2007                     | Нидерланды                         | 1:4                                | -                                  | Товарищеский матч                  |
| 9                                  | 22 августа 2007                    | Польша                             | 2:2                                | 1                                  | Товарищеский матч                  |
| 10                                 | 8 сентября 2007                    | Македония                          | 3:0                                | -                                  | Отборочные матчи ЧЕ-2008           |
| 11                                 | 12 сентября 2007                   | Англия                             | 0:3                                | -                                  | Отборочные матчи ЧЕ-2008           |
| 12                                 | 17 октября 2007                    | Англия                             | 2:1                                | 2                                  | Отборочные матчи ЧЕ-2008           |
| 13                                 | 17 ноября 2007                     | Израиль                            | 1:2                                | -                                  | Отборочные матчи ЧЕ-2008           |
| 14                                 | 26 марта 2008                      | Румыния                            | 0:3                                | -                                  | Товарищеский матч                  |
| 15                                 | 23 мая 2008                        | Казахстан                          | 6:0                                | -                                  | Товарищеский матч                  |
| 16                                 | 28 мая 2008                        | Сербия                             | 2:1                                | 1                                  | Товарищеский матч                  |
| 17                                 | 4 июня 2008                        | Литва                              | 4:1                                | 1                                  | Товарищеский матч                  |
| 18                                 | 10 июня 2008                       | Испания                            | 1:4                                | 1                                  | Финальные матчи ЧЕ-2008            |
| 19                                 | 14 июня 2008                       | Греция                             | 1:0                                | -                                  | Финальные матчи ЧЕ-2008            |
| 20                                 | 18 июня 2008                       | Швеция                             | 2:0                                | 1                                  | Финальные матчи ЧЕ-2008            |
| 21                                 | 21 июня 2008                       | Нидерланды                         | 3:1                                | 1                                  | Финальные матчи ЧЕ-2008            |
| 22                                 | 26 июня 2008                       | Испания                            | 0:3                                | -                                  | Финальные матчи ЧЕ-2008            |
| 23                                 | 20 августа 2008                    | Нидерланды                         | 1:1                                | -                                  | Товарищеский матч                  |
| 24                                 | 10 сентября 2008                   | Уэльс                              | 2:1                                | 1                                  | Отборочные матчи ЧМ-2010           |
| 25                                 | 28 марта 2009                      | Азербайджан                        | 2:0                                | 1                                  | Отборочные матчи ЧМ-2010           |
| 26                                 | 1 апреля 2009                      | Лихтенштейн                        | 1:0                                | -                                  | Отборочные матчи ЧМ-2010           |
| 27                                 | 10 июня 2009                       | Финляндия                          | 3:0                                | -                                  | Отборочные матчи ЧМ-2010           |
| 28                                 | 12 августа 2009                    | Аргентина                          | 2:3                                | 1                                  | Товарищеский матч                  |
| 29                                 | 5 сентября 2009                    | Лихтенштейн                        | 3:0                                | 2                                  | Отборочные матчи ЧМ-2010           |
| 30                                 | 9 сентября 2009                    | Уэльс                              | 3:1                                | 1                                  | Отборочные матчи ЧМ-2010           |
| 31                                 | 10 октября 2009                    | Германия                           | 0:1                                | -                                  | Отборочные матчи ЧМ-2010           |
| 32                                 | 14 ноября 2009                     | Словения                           | 2:1                                | -                                  | Отборочные матчи ЧМ-2010           |
| 33                                 | 18 ноября 2009                     | Словения                           | 0:1                                | -                                  | Отборочные матчи ЧМ-2010           |
| 34                                 | 3 марта 2010                       | Венгрия                            | 1:1                                | -                                  | Товарищеский матч                  |
| 35                                 | 11 августа 2010                    | Болгария                           | 1:0                                | -                                  | Товарищеский матч                  |
| 36                                 | 3 сентября 2010                    | Андорра                            | 2:0                                | -                                  | Отборочные матчи ЧЕ-2012           |
| 37                                 | 7 сентября 2010                    | Словакия                           | 0:1                                | -                                  | Отборочные матчи ЧЕ-2012           |
| 38                                 | 9 февраля 2011                     | Иран                               | 0:1                                | -                                  | Товарищеский матч                  |
| 39                                 | 29 марта 2011                      | Катар                              | 1:1                                | 1                                  | Товарищеский матч                  |
| 40                                 | 4 июня 2011                        | Армения                            | 3:1                                | 3                                  | Отборочные матчи ЧЕ-2012           |
| 41                                 | 10 августа 2011                    | Сербия                             | 1:0                                | -                                  | Товарищеский матч                  |
| 42                                 | 2 сентября 2011                    | Македония                          | 1:0                                | -                                  | Отборочные матчи ЧЕ-2012           |
| 43                                 | 6 сентября 2011                    | Ирландия                           | 0:0                                | -                                  | Отборочные матчи ЧЕ-2012           |
| 44                                 | 7 октября 2011                     | Словакия                           | 1:0                                | -                                  | Отборочные матчи ЧЕ-2012           |
| 45                                 | 11 октября 2011                    | Андорра                            | 6:0                                | 1                                  | Отборочные матчи ЧЕ-2012           |
| н/о                                | 29 мая 2012                        | Литва                              | 0:0                                | -                                  | Товарищеский матч                  |
| 46                                 | 1 июня 2012                        | Италия                             | 3:0                                | -                                  | Товарищеский матч                  |
| 47                                 | 8 июня 2012                        | Чехия                              | 4:1                                | 1                                  | Финальные матчи ЧЕ-2012            |
| 48                                 | 12 июня 2012                       | Польша                             | 1:1                                | -                                  | Финальные матчи ЧЕ-2012            |
| 49                                 | 16 июня 2012                       | Греция                             | 0:1                                | -                                  | Финальные матчи ЧЕ-2012            |
| 50                                 | 15 августа 2012                    | Кот-д’Ивуар                        | 1:1                                | -                                  | Товарищеский матч                  |

Итого по официальным матчам: 50 матчей / 21 гол; 28 побед, 9 ничьих, 13 поражений.
| Сборная          | Год              | Отборочные матчи ЧМ | Отборочные матчи ЧМ | Финальные матчи ЧМ | Финальные матчи ЧМ | Отборочные матчи ЧЕ | Отборочные матчи ЧЕ | Финальные матчи ЧЕ | Финальные матчи ЧЕ | Товарищеские матчи | Товарищеские матчи | Итого | Итого |
| Сборная          | Год              | Игры                | Голы                | Игры               | Голы               | Игры                | Голы                | Игры               | Голы               | Игры               | Голы               | Игры  | Голы  |
| ---------------- | ---------------- | ------------------- | ------------------- | ------------------ | ------------------ | ------------------- | ------------------- | ------------------ | ------------------ | ------------------ | ------------------ | ----- | ----- |
| Россия           | 2003             | —                   | —                   | —                  | —                  | 0                   | 0                   | —                  | —                  | 1                  | 0                  | 1     | 0     |
| Россия           | 2004             | 0                   | 0                   | —                  | —                  | —                   | —                   | 0                  | 0                  | 0                  | 0                  | 0     | 0     |
| Россия           | 2005             | 2                   | 1                   | —                  | —                  | —                   | —                   | —                  | —                  | 1                  | 0                  | 3     | 1     |
| Россия           | 2006             | —                   | —                   | —                  | —                  | 2                   | 0                   | —                  | —                  | 1                  | 0                  | 3     | 0     |
| Россия           | 2007             | —                   | —                   | —                  | —                  | 4                   | 2                   | —                  | —                  | 2                  | 1                  | 6     | 3     |
| Россия           | 2008             | 1                   | 1                   | —                  | —                  | —                   | —                   | 5                  | 3                  | 5                  | 2                  | 11    | 6     |
| Россия           | 2009             | 8                   | 4                   | —                  | —                  | —                   | —                   | —                  | —                  | 1                  | 1                  | 9     | 5     |
| Россия           | 2010             | —                   | —                   | —                  | —                  | 2                   | 0                   | —                  | —                  | 2                  | 0                  | 4     | 0     |
| Россия           | 2011             | —                   | —                   | —                  | —                  | 5                   | 4                   | —                  | —                  | 3                  | 1                  | 8     | 5     |
| Россия           | 2012             | —                   | —                   | —                  | —                  | —                   | —                   | 3                  | 1                  | 2                  | 0                  | 6     | 1     |
| Всего за карьеру | Всего за карьеру | 11                  | 6                   | —                  | —                  | 13                  | 6                   | 8                  | 4                  | 18                 | 5                  | 50    | 21    |

## Достижения

### Командные
«Спартак» (Москва)
- Серебряный призёр чемпионата России (3): 2005, 2006, 2007
- Обладатель Кубка России: 2002/03

«Тоттенхэм Хотспур»
- Финалист Кубка Английской футбольной лиги: 2008/09

«Локомотив» (Москва)
- Бронзовый призёр чемпионата России: 2013/14
- Обладатель Кубка России: 2014/15

Сборная России
- Бронзовый призёр чемпионата Европы: 2008

### Личные
- В списках 33 лучших футболистов чемпионата России (3): № 1 (2006); № 2 (2007); № 3 (2008)
- Лучший бомбардир чемпионата России (2): 2006 (18 голов), 2007 (вместе с Романом Адамовым, по 14 голов)
- Лучший бомбардир Кубка Футбольной лиги 2008/09 (6 голов)[106]
- Лучший бомбардир «Спартака» в чемпионатах России (5): 2003—2007
- Лучший бомбардир и лучший игрок Кубка Первого канала 2007
- Член Клуба 100 российских бомбардиров и Клуба Григория Федотова.
- Рекордсмен сборной России по количеству голов на чемпионатах Европы: 4
- Вошёл в состав символической сборной чемпионата Европы 2008 года по версии УЕФА
- Лучший игрок месяца в «Тоттенхэме» (2): ноябрь 2008, февраль 2010
- Заслуженный мастер спорта России
- Член Клуба Игоря Нетто